# 小松孝英
小松 孝英（こまつ たかひで、1979年 - ）は宮崎県延岡市出身の美術家、ドキュメンタリー映画監督。総合化学企業に勤務する研究者であった父親の転勤に伴い、少年時代を宮崎県、静岡県、岡山県、福岡県で過ごす。現在は宮崎市在住。
幼少より絵を描き始め、専門学校九州デザイナー学院アーティスト学科を卒業後に美術家としてデビュー。
20代の頃より国内・海外で個展・グループ展、アートフェアにも多数出品する。
代表的なモチーフは蝶。釣りと昆虫採集を好み、身近な生態系の変化や里山をテーマに制作に取り組んでいる。
2010年に国連のCOP10生物多様性条約第10回締約国会議に特別展示され、国連生物多様性条約記念ミュージアムに作品「外来種群蝶図」がコレクションされた。
出身地である延岡市の市制施行80周年記念として市役所新庁舎に10メートルの作品「延岡城址群蝶図」を制作しパブリックコレクションされている。
2019年に延岡観光大使として任命される。
2020年の第35回国民文化祭・第20回全国障害者芸術文化祭みやざき大会の先駆けプログラム「南郷大島ミュージアム」の総合プロデューサーを務め、コロナ禍に成功させる。
また、日南市の飫肥DENKEN WEEKの総合プロデューサーも務めている。
2021年公開の塩月桃甫ドキュメンタリー映画では脚本・監督を務め、約100年前に台湾に渡った同郷の画家を再評価に導いた。 2024年には2作目となる中村地平ドキュメンタリー映画を公開し、台湾と宮崎の文化交流を推進している。 また、台湾では嘉義国際ドキュメンタリー映画祭2024、台湾桃園映画祭2024に招待出品された。
2025年4月に宮崎市政策推進参与(歴史文化・芸術分野)に任命される。任期は令和7年5月1日より令和9年4月30日まで。
高祖叔父は備後福山藩出身の日本画家・羽田桂舟。

## 主な展覧会
- 2006 ART SHANGHAI 2006（上海）
- 2007 New Talent From Japan／Caelum Gallery（ニューヨーク）[8]
- 2008,2011 個展 TEZUKAYAMA GALLERY（大阪）[9]
- 2009 個展「coexistence」Gallery forty-seven（ロンドン）
- 2010,2011,2015,2017,2019,2021,2022,2023 アートフェア東京（国際フォーラム）
- 2009 Korea International Art Fair（ソウル）
- 2011～ ART台北／ART台中／ART台南／ART高雄（台湾）
- 2011 個展 ギャラリーアートリエ（福岡市文化芸術振興財団主催）
- 2011 個展,2012,2015,2018 FINE ART ASIA（香港）
- 2013,2014,2015,2017,2019,2021,2023 個展 みぞえ画廊（福岡、東京）
- 2013,2016,2017,2018 Asia Contemporary Art Show（香港）
- 2013,2014,2015 Affordable Art Fair Singapore（シンガポール）
- 2015,2019Affordable Art Fair Brussels（ブリュッセル）
- 2015 NEW CITY ART FAIR NY（ニューヨーク）
- 2015,2017,2018 Art Expo Malaysia Plus（クアラルンプール）
- 2016 個展「Homage to Korin」Fabrik Gallery（香港）[10]
- 2016 Japanese Contemporary Art Show 2016（マニラ）
- 2017,2022 個展 マスダ画廊（豊前）[11]
- 2017 ART STAGE JAKARTA 2017（ジャカルタ）
- 2018 ART STAGE SINGAPORE 2018（シンガポール）
- 2018 ART CENTRAL HONG KONG 2018（香港）
- 2019,2020 SMBC信託銀行ART BRANCH（東京）[12]
- 2022 VOLTA BASEL 2022 (バーゼル)
- 2022 POSITIONS Berlin Art Fair (ベルリン)
- 2023 個展 Joint Art Management (ルツェルン)
- 2023 個展 gallery G (広島)

## 出演
- 「宮崎熱時間」(NHK宮崎、2012年7月13日)
- 「美の鼓動」(テレビ西日本、2017年9月17日)[13]
- 「JNN九州・沖縄ドキュメント ムーブ」(RKB毎日放送、2021年2月14日)[14]
- 「ドキュメントJ」(BS-TBS、2022年5月29日)[15]
- 「アート疾走×本木雅弘」(NHK総合テレビ、2022年11月6日)[16]
- 「美の壺」(NHK総合テレビ、2023年5月31日)[17]